# Liste der Baudenkmäler in Schwanenberg
Die Liste der Baudenkmäler in Schwanenberg enthält die denkmalgeschützten Bauwerke auf dem Gebiet der Stadt Erkelenz im Kreis Heinsberg in Nordrhein-Westfalen (Stand: Oktober 2011). Diese Baudenkmäler sind in der Denkmalliste der Stadt Erkelenz eingetragen; Grundlage für die Aufnahme ist das Denkmalschutzgesetz Nordrhein-Westfalen (DSchG NRW).

| Bild                    | Bezeichnung             | Lage                                       | Beschreibung | Bauzeit     | Eingetragen seit  | Denkmal- nummer |
| ----------------------- | ----------------------- | ------------------------------------------ | --- | ----------- | ----------------- | --------------- |
| Wohnhaus                | Wohnhaus                | Schwanenberg Buscherbahn 1 Karte           | Dreiflügeliger Hof, Erdgeschoss in Backstein, Obergeschoss Fachwerk. | 18. Jh.     | 14. Mai 1985      | 271             |
| Wohnhaus                | Wohnhaus                | Schwanenberg Lindches Weg 2 Karte          | Fachwerkgebäude 18. Jahrhundert (Hofseite), Wohnhaus, Satteldach, Konsolen des Daches mit barocken Schweifverzierungen; Gewölbekeller aus Gurtbögen bestehend, zwischen denen Kappen gespannt sind. | 18. Jh.     | 22. Dezember 1982 | 123             |
| Wohnhaus                | Wohnhaus                | Schwanenberg Rheinweg 168 Karte            | Fachwerkhof, Wohnhausfassade 19. Jahrhundert, Backstein, zweigeschossig in vier Achsen, Seite verputzt. | 18./19. Jh. | 14. Mai 1985      | 275             |
| Wohn- und Geschäftshaus | Wohn- und Geschäftshaus | Schwanenberg Rheinweg 169 Karte            | Bei diesem Wohn- und Geschäftshaus handelt es sich um eine Hofanlage aus dem 18. Jahrhundert, die um die Jahrhundertwende ihre gegenwärtige äußere Gestaltung erhielt. Auch die Dachstuhlausbildung deutet auf die oben angeführte Bauzeit hin. Der Schwanenberger Platz, an dem das Objekt liegt, bildet ein Ensemble bestehend aus der alten evgl. Kirche, dem Rathaus und einigen Wohn- und Geschäftshäusern, zu dem auch das o. a. Objekt gehört. | 18. Jh.     | 27. April 1988    | 322             |
| Wohnhaus                | Wohnhaus                | Schwanenberg Rheinweg 170 Karte            | Ehemaliger Backsteinhof, Wohnhaus zweigeschossig in sieben Achsen, Türgewände und Fensterbänke in Blaustein, an der Fassade Ankersplinte mit Jahreszahl, von den Nebengebäuden nur Frontmauer erhalten. | 1864        | 14. Mai 1985      | 276             |
| Wohnhaus                | Wohnhaus                | Schwanenberg Rheinweg 179 Karte            | Zweigeschossiges Fachwerkhaus in vier Gefachen, Erdgeschoss seitlich Backstein, Krüppelwalmdach. | 18. Jh.     | 14. Mai 1985      | 272             |
| Wohnhaus                | Wohnhaus                | Schwanenberg Rheinweg 182 Karte            | Ursprünglich dreiflügeliger Backsteinhof, Giebelhaus zweigeschossig in 3 : 4 Achsen, neu verputzt, von Nebengebäuden Frontmauer erhalten. | 1760        | 14. Mai 1985      | 277             |
| Wohnhaus                | Wohnhaus                | Schwanenberg Rheinweg 183 Karte            | Fachwerkhof, giebelständiges Wohnhaus, zweigeschossig, Krüppelwalmdach, Front im 20. Jahrhundert erneuert, dabei Fachwerk vorgeblendet. | 18. Jh.     | 14. Mai 1985      | 274             |
| Wohnhaus                | Wohnhaus                | Schwanenberg Rheinweg 191 Karte            | Vierflügeliger Backsteinhof, Wohnhaus zweigeschossig in sieben Achsen, Türgewände und Fensterbänke in Blaustein, im Türsturz die Jahreszahl. | 1871        | 14. Mai 1985      | 273             |
| weitere Bilder          | Evangelische Kirche     | Schwanenberg Schwanenberger Platz 18 Karte | Baujahr 1547, Wiederaufbau bis 1951. 3-schiffige spätgotische Hallenkirche mit polygonalem Chor und vorgesetztem Westturm. | 1547        | 20. Oktober 1982  | 38              |
| Pfarrhof                | Pfarrhof                | Schwanenberg Schwanenberger Platz 20 Karte | Baujahr: 1722, im Kern älter, Wirtschaftsgebäude 1826 und 1854. Hauptgebäude Backstein, zweigeschossig in fünf Achsen, Walmdach, Nebengebäude zum Teil in Fachwerk, vor dem Eingang zwei Bäume, die Anlage ursprünglich mit Wasserumwehrung, die auch die Kirche miteinbezogen. | 1722        | 14. Mai 1985      | 270             |
| Wohnhaus                | Wohnhaus                | Schwanenberg Schwanenberger Platz 22 Karte | 2-geschossiges Fachwerkhaus, Krüppelwalmdach; im Türsturz Inschrift mit Jahreszahl | 1771        | 20. Oktober 1982  | 39              |
| Backsteinhof            | Backsteinhof            | Schwanenberg Schwanenberger Platz 23 Karte | Eingeschossig in vier Achsen, Backstein, Türgewände und Fensterbänke in Blaustein, an der Fassade in Ankersplinten Jahreszahl. | 1821        | 14. Mai 1985      | 280             |